# Biathlon-Südamerikameisterschaften 2012
Die Biathlon-Südamerikameisterschaften 2012 (Copa Sudamericana de Biathlon) wurden in Form einer Rennserie vom 9. bis 11. August im chilenischen Portillo und Anfang September im argentinischen Bariloche ausgetragen.

## Männer

### Massenstart Chile
| Platz | Sportler             | Zeit   | Schieß- fehler |
| ----- | -------------------- | ------ | -------------- |
| 1     | Julio Castañeda      | 44:53  | 1+2+1+2        |
| 2     | Axel Ciuffo          | +0:33  | 0+1+0+2        |
| 3     | Marco Zúñiga         | +1:24  | 1+2+2+1        |
| 4     | Pedro Beltran        | +2:27  | 4+3+4+1        |
| 5     | Yonathan Fernandez   | +2:58  | 1+3+3+4        |
| 6     | Damián Barcos        | +2:58  | 0+1+1+3        |
| 7     | Marcos Hermosilla    | +4:50  | 2+1+4+1        |
| 8     | Rubén Vega           | +6:13  | 2+2+3+2        |
| 9     | Fabrizio Bourguignon | +7:11  | 0+3+2+1        |
| 10    | Genaro Sepulveda     | +8:20  | 3+2+3+2        |
| 11    | Juan Agurto          | +8:24  | 3+3+3+3        |
| 12    | Claudio Rivas        | +9:17  | 3+3+3+2        |
| 13    | Rodrigo Roman        | +9:28  | 5+1+3+3        |
| 14    | Marcos Soto          | +10:14 | 1+1+3+1        |
| 15    | Diego Novoa          | +11:49 | 1+3+4+2        |
| 16    | Diego Azócar         | +16:17 | 3+2+4+3        |

Datum: Donnerstag, 9. August 2012, 9:30:00 Uhr

Am Start waren alle 16 gemeldeten Athleten aus drei Ländern.

### Sprint Chile
| Platz | Sportler             | Zeit  | Schieß- fehler |
| ----- | -------------------- | ----- | -------------- |
| 1     | Julio Castañeda      | 24:29 | 3+2            |
| 2     | Damián Barcos        | +0:28 | 0+1            |
| 3     | Axel Ciuffo          | +0:42 | 1+2            |
| 4     | Marco Zúñiga         | +0:44 | 2+1            |
| 5     | Pedro Beltran        | +1:20 | 3+3            |
| 6     | Yonathan Fernandez   | +1:26 | 3+3            |
| 7     | Juan Agurto          | +2:39 | 3+2            |
| 8     | Claudio Rivas        | +3:13 | 1+2            |
| 9     | Rubén Vega           | +3:25 | 4+0            |
| 10    | Marcos Hermosilla    | +3:46 | 4+3            |
| 11    | Genaro Sepulveda     | +4:16 | 4+2            |
| 12    | Rodrigo Roman        | +4:25 | 5+5            |
| 13    | Fabrizio Bourguignon | +4:47 | 3+2            |
| 14    | Marcos Soto          | +5:45 | 2+4            |
| 15    | Diego Azócar         | +5:46 | 1+2            |
| 16    | Diego Novoa          | +5:49 | 4+4            |

Datum: Sonnabend, 11. August 2012, 9:30:30 Uhr

Am Start waren dieselben Athleten wie beim Massenstartrennen.

## Frauen

### Massenstart Chile
| Platz | Sportler          | Zeit   | Schieß- fehler |
| ----- | ----------------- | ------ | -------------- |
| 1     | Claudia Salcedo   | 46:56  | 2+2+0+1        |
| 2     | Mirlene Picin     | +3:37  | 2+1+1+2        |
| 3     | Cecilia Domínguez | +6:54  | 3+0+4+2        |
| 4     | Silvia Herrera    | +8:06  | 0+0+4+0        |
| 5     | Miriam Inglés     | +9:55  | 3+1+3+2        |
| 6     | Jirza Hermosilla  | +10:06 | 5+5+4+4        |

Datum: Donnerstag, 9. August 2012, 9:30:00 Uhr

Am Start waren sechs Athletinnen aus drei Nationen.

### Sprint Chile
| Platz | Sportler          | Zeit  | Schieß- fehler |
| ----- | ----------------- | ----- | -------------- |
| 1     | Claudia Salcedo   | 25:24 | 3+1            |
| 2     | Mirlene Picin     | +1:20 | 2+3            |
| 3     | Cecilia Domínguez | +2:02 | 3+3            |
| 4     | Silvia Herrera    | +3:45 | 3+0            |
| 5     | Miriam Inglés     | +4:06 | 1+3            |
| 6     | Jirza Hermosilla  | +5:11 | 5+4            |

Datum: Sonnabend, 11. August 2012, 9:46:30 Uhr

Am Start waren dieselben Athleten wie beim Massenstartrennen.

## Belege
1. ↑  Ergebnisse des Massenstartrennens der Männer in Chile (Seite nicht mehr abrufbar, festgestellt im April 2018. Suche in Webarchiven)
2. ↑  Ergebnisse des Sprints der Männer in Chile (Seite nicht mehr abrufbar, festgestellt im April 2018. Suche in Webarchiven)
3. ↑  Ergebnisse des Massenstartrennens der Frauen in Chile (Seite nicht mehr abrufbar, festgestellt im April 2018. Suche in Webarchiven)
4. ↑  Ergebnisse des Sprints der Frauen in Chile (Seite nicht mehr abrufbar, festgestellt im April 2018. Suche in Webarchiven)